# 864
864（八百六十四、八六四、はっぴゃくろくじゅうよん）は、自然数また整数において、863の次で865の前の数である。

## 性質
- 864は合成数であり、約数は1, 2, 3, 4, 6, 8, 9, 12, 16, 18, 24, 27, 32, 36, 48, 54, 72, 96, 108, 144, 216, 288, 432, 864である。
  - 約数の和は2520。
    - 約数の和を平方した数が自身で割り切れる13番目の数である。1つ前は672、次は1080。(オンライン整数列大辞典の数列 A263928)

  - 211番目の過剰数である。1つ前は860、次は868。
  - 約数の和の平均が整数になる24番目の数である。1つ前は852、次は996。
- 193番目のハーシャッド数である。1つ前は846、次は870。
  - 18を基とする19番目のハーシャッド数である。1つ前は846、次は882。
- 双子素数の和で表せる23番目の数である。1つ前は840、次は924。(オンライン整数列大辞典の数列 A54735)
864 = 431 + 433
- 6つの連続する素数の和で表される32番目の数である。1つ前は834、次は896。
864 = 131 + 137 + 139 + 149 + 151 + 157
- 8642 + 1 = 746497 であり、n2 + 1 が素数になる101番目の数である。1つ前は860、次は890。(オンライン整数列大辞典の数列 A005574)
- 864 = 4! + 5! + 6!
  - 3連続階乗の和で表せる数である。1つ前は150、次は5880。(オンライン整数列大辞典の数列 A054119)
- 864 = 25 × 33
  - 2つの異なる素因数の積で p5 × q3 の形で表せる最小の数である。次は1944。(オンライン整数列大辞典の数列 A179671)
  - 2i × 3j (i ≧ 1, j ≧ 1) の形で表せる23番目の数である。1つ前は768、次は972。(オンライン整数列大辞典の数列 A033845)
- 11番目のアキレス数である。1つ前は800、次は968。
- 864 = 6 × 122
  - n = 12 のときの 6n2 の値とみたとき、1つ前は726、次は1014。(オンライン整数列大辞典の数列 A033581)
  - n = 2 のときの 6 × 12n の値とみたとき、1つ前は72、次は10368。(オンライン整数列大辞典の数列 A033581)
- 864 = 42 + 82 + 282 = 82 + 202 + 202 = 122 + 122 + 242
  - 3つの平方数の和3通りで表せる122番目の数である。1つ前は841、次は865。(オンライン整数列大辞典の数列 A025323)
- 864 = 42 + 82 + 282
  - 異なる3つの平方数の和1通りで表せる160番目の数である。1つ前は856、次は876。(オンライン整数列大辞典の数列 A025339)
- 864 = 13 + 23 + 83 + 83 = 63 + 63 + 63 + 63
  - 4つの正の数の立方数の和で表せる242番目の数である。1つ前は863、次は865。(オンライン整数列大辞典の数列 A003327)
- 864 = 13 + 23 + 73 + 83
  - 異なる正の数の4つの立方数の和1通りで表せる59番目の数である。1つ前は863、次は880。(オンライン整数列大辞典の数列 A025408)
- 864 = 4 × 63
  - n = 6 のときの 4n3 の値とみたとき1つ前は500、次は1372。(オンライン整数列大辞典の数列 A033430)
- n = 8 のときの n と n2 を並べてできる数である。1つ前は749、次は981。(オンライン整数列大辞典の数列 A053061)
- n = 8 のときの n と 8n を並べてできる数である。1つ前は756、次は972。(オンライン整数列大辞典の数列 A009470)
- 864 = 302 − 36
  - n = 30 のときの n2 − 36 の値とみたとき1つ前は805、次は925。(オンライン整数列大辞典の数列 A098847)
- 864 = 332 − 225
  - n = 33 のときの n2 − 152 の値とみたとき1つ前は799、次は931。(オンライン整数列大辞典の数列 A132772)
- 約数の和が864になる数は10個ある。(330, 426, 470, 506, 561, 595, 749, 781, 799, 863) 約数の和10個で表せる2番目の数である。1つ前は504、次は960。
- 各位の和が18になる42番目の数である。1つ前は855、次は873。

## その他 864 に関連すること
- 各辺の長さが整数かつ周長が864の直角三角形と二等辺三角形で面積が一致するものが存在する。実際、辺の長さが (377, 135, 352) と (366, 366, 132) の三角形をとれば、前者は直角三角形、後者は二等辺三角形で、周長はともに864、かつ面積はともに23760となる。このように周長と面積が共に一致し、各辺の長さが整数である直角三角形と二等辺三角形の組はこの組の相似形しか存在しない[1]。
- 西暦864年
- 周波数として864kHzを使用するAMラジオ局
  - HBCラジオ旭川放送局・室蘭放送局
  - 栃木放送那須放送局
  - 信越放送松本放送局
  - 福井放送本局
  - 東海ラジオ放送豊橋中継局
  - ラジオ沖縄本局
- Uボート#U-864